# Ерінг
Ерінг (нім. Ering) — громада в Німеччині, розташована в землі Баварія. Підпорядковується адміністративному округу Нижня Баварія. Входить до складу району Ротталь-Інн. Центр об'єднання громад Ерінг.
Площа — 39,55 км2. Населення становить 1785 ос. (станом на 31 грудня 2020).